# Ču En-laj
Ču En-laj (kineski 周恩来), Huainan, 5. ožujka 1898. - Peking, 8. siječnja 1976.), ugledni kineski komunistički vođa, političar, državnik i diplomat.

## Životopis
Rodio se u mjestu Huainan, provinciji Jiangsu. Obitelj mu potječe iz klase učenih ljudi. No, unatoč tome nije im dobro išlo. Njegov djed bio je niži činovnik, uz to i slabo plaćen. Otac mu je padao carske ispite koji su bili potrebni da se uđe u državnu službu. Zbog toga je proveo život obavljajući minorne činovničke poslove. Posvojio ga je njegov stric koji je bolovao od tuberkuloze. Naime, za obitelj koja ispovijeda konfucionizam i potječe iz takvog staleža bila je sramota da mlađi brat umre bez djece.
Upisao se u škole i dobro učio. Nakon nekog vremena pošao je kod strica i tako mu iduća postaja postaje provincija Mandžurija. Diplomirao je u tzv. uzornoj školi, sa zapadnjačkim programom, gdje je učio matematiku, prirodne znanosti, kinesku povijest, zemljopis i književnost. U misionarskoj školi koju je financirala vlada SAD učio je o slobodi, demokraciji, Američkoj i Francuskoj revoluciji.
Ostavši siroče u 10. godini, morao se snalaziti sam. Neko vrijeme pohađao je sveučilište u Tokyu. No, japanski jezik je slabo poznavao, nije se mogao koncentrirati, pa je na kraju napustio Japan. Kada bi pitao kolege koji je cilj njihove naobrazbe, rekli bi mu da Kina treba elitu, obrazovane doktore, inženjere, i učitelje. "Ali zašto?", uzvraćao je, misleći na tešku društvenu krizu u kojoj se našla njihova zemlja. "Ako Kina nestane, koja korist od učenja?".
Mladi Ču je otišao u Francusku gdje je osnovan ogranak Kineske komunističke partije. Tamo se uključio u program "Uči i radi". Program je bio zamišljen kao prilika siromašnim studentima da se obrazuju te stečena znanja i iskustvo prenesu u Kinu, ali preko njega su kineski useljenici postajali ustvari jeftina radna snaga vlasnicima tvornica, a nisu dobivali neko posebno značajno obrazovanje. Pisao je braći u Kinu i ukazao na korumpirane državne činovnike koji su vodili program, upozorivši i na mnoge druge nedostatke. Vrativši se kući, postaje sindikalni aktivist, veoma aktivan u domaćoj politici. Osniva studentski sindikat, a njegova djevojka, kasnije i žena, aktivna je među ženskom omladinom. Kada su neki aktivisti zatvoreni, Ču je poveo prosvjede, na kraju završivši u zatvoru zajedno s još 38 osoba. No, nije se predavao, i nastavio je borbu, predan svojim uvjerenjima.
Sa svojom dugogodišnjom djevojkom i suprugom Deng Yingchao nije imao djece, ali su posvojili mnogo siročadi "revolucionarnih mučenika", tj. poginulih revolucionara, a najpoznatiji od njihove posvojčadi je bivši kineski premijer Li Peng.
U frakcijskim je borbama unutar Komunističke partije tridesetih godina stao na stranu predsjednika partije Mao Zedonga. Kao jedan od vodećih komunističkih rukovodilaca odigrao je ključnu ulogu u uspostavljanju Jedinstvene protujapanske fronte Komunističke partije i Nacionalne stranke Guomindanga. Nakon poraza Japana 1945. godine u obnovljenom građanskom ratu u Kini komunistička Narodnooslobodilačka vojska porazila je 1949. godine snage guomindanške vlade. Kad je 1. listopada 1949. godine Peking pao u ruke Maovih komunista stupio je na položaj premijera na kojem je ostao do smrti. Bio je i ministar vanjskih poslova od 1949. do 1958. godine.
Vješt i sposoban diplomat, zalagao se za mirnu koegzistenciju. Kina je za vrijeme njegovog mandata razvila snažnu diplomatsku aktivnost i uspostavila diplomatske odnose sa zapadnim silama. U unutarnjoj politici brinuo se da u vrijeme radikalnih političkih kampanja kao što je bila kulturna revolucija održi djelotvornost državnog ustroja. 
Unatoč tome što je obolio od raka mjehura, ostao je aktivan, no prenio je dio svojih odgovornosti na pokretača kineske modernizacije i otvaranja Deng Xiaopinga, a značajno je pridonio približavanju Kine i SAD-a tijekom Nixonovog posjeta u Kini 1972. godine. Umro je 8. siječnja 1976. godine u 77. godini, 8 mjeseci prije Maoa.